# Melissa of the Hills
Melissa of the Hills er en amerikansk stumfilm fra 1917 af James Kirkwood.

## Medvirkende
- Mary Miles Minter som Melissa Stark.
- Spottiswoode Aitken som Jethro Stark.
- Allan Forrest som Tom Williams.
- George Periolat som Cyrus Kimball.
- Perry Banks som Dr. Brand.